# Shatvan
Shatvan ou Shatavan (en arménien Շատվան ; anciennement Narimanlu) est une communauté rurale du marz de Gegharkunik, en Arménie. Elle compte 736 habitants en 2008.